# 普鲁霍萨
普鲁霍萨，是西班牙阿拉贡自治区萨拉戈萨省的一个市镇。 总面积35平方公里，总人口47人（2001年），人口密度1人/平方公里。